# Unione Sportiva Torinese 1922-1923
Questa pagina raccoglie i dati riguardanti l'Unione Sportiva Torinese nelle competizioni ufficiali della stagione 1922-1923.

## Stagione
La Torinese non riesce a rimanere nel massimo campionato italiano nella stagione in cui era prevista la retrocessione di 12 squadre nella categoria inferiore.

## Rosa
| N. |                   | Ruolo | Calciatore         |
| -- | ----------------- | ----- | ------------------ |
|    | Italia (bandiera) | P     | Giuseppe Giacone   |
|    | Italia (bandiera) | P     | Romolo Sartoris    |
|    | Italia (bandiera) | D     | Aggradi II         |
|    | Italia (bandiera) | D     | Bertola            |
|    | Italia (bandiera) | D     | Cappello           |
|    | Italia (bandiera) | D     | Eduardo Gino Gabba |
|    | Italia (bandiera) | D     | Gallia             |
|    | Italia (bandiera) | D     | Rocca              |
|    | Italia (bandiera) | D     | Nino Zucchetti     |
|    | Italia (bandiera) | C     | Allora             |
|    | Italia (bandiera) | C     | Romolo Boglietti   |
|    | Italia (bandiera) | C     | Silvio De Nicolai  |

| N. |                   | Ruolo | Calciatore        |
| -- | ----------------- | ----- | ----------------- |
|    | Italia (bandiera) | C     | Emilio Manfredi   |
|    | Italia (bandiera) | C     | Tessitore         |
|    | Italia (bandiera) | C     | Francesco Varalda |
|    | Italia (bandiera) | A     | Angelo Accatino   |
|    | Italia (bandiera) | A     | Francesco Audisio |
|    | Italia (bandiera) | A     | Ernesto Boglietti |
|    | Italia (bandiera) | A     | Ottavio Boglietti |
|    | Italia (bandiera) | A     | Mario Clerico     |
|    | Italia (bandiera) | A     | Ferrero           |
|    | Italia (bandiera) | A     | Carlo Marazzina   |
|    | Italia (bandiera) | A     | Giulio Visconti   |

## Risultati

### Prima Divisione

#### Lega Nord - Girone A

##### Girone di andata
| Arbitro: | Bertazzoni (Modena) |

|                 |           |              |
| Prosperi II 55’ | Marcatori | 43’ Visconti |

| Arbitro: | Sanguineti (Genova) |

|                   |           |                |
| Boglietti III 28’ | Marcatori | 58’ Martin III |

| Arbitro: | Grossi (Milano) |

|                          |           |  |
| Cambiaso 24’ Bussich 69’ | Marcatori |  |

| Arbitro: | Canestrini (Novara) |

|                                           |           |                 |
| Ferrero 4’ Boglietti III 42’ Visconti 55’ | Marcatori | 6’, 88’ Poggi I |

| Arbitro: | Canepa (Savona) |

|             |           |  |
| Gallino 35’ | Marcatori |  |

| Torino 19 novembre 1922 6ª giornata | US Torinese     | 0 – 2 A tav. | Pisa | \| Arbitro: \| Grossi (Milano) \| |
| Arbitro:                            | Grossi (Milano) |              |      |                                   |

| Arbitro: | Crivelli jr. (Milano) |

|                                   |           |             |
| Bonaventura 29’, 82’ Gallo II 71’ | Marcatori | 69’ Audisio |

| Arbitro: | Vagge (Genova) |

|                                                        |           |                               |
| Tessitore 46’ Boglietti III 69’ Boglietti I 74’ (rig.) | Marcatori | 9’ (aut.) Zucchetti 59’ Conti |

| Arbitro: | Bellini (Padova) |

|                                        |           |  |
| Chiecchi III 27’ Zanardi 68’ Bosio 89’ | Marcatori |  |

| Arbitro: | Dani (Genova) |

|                |           |  |
| Martelli I 57’ | Marcatori |  |

| Arbitro: | Galletti (Genova) |

|              |           |                      |
| Visconti 53’ | Marcatori | 17’, 63’, 67’ Gay II |

##### Girone di ritorno
| Arbitro: | Dani (Genova) |

|  |           |                 |
|  | Marcatori | 71’ Agostinelli |

| Arbitro: | Sanguineti (Genova) |

|                                                                |           |  |
| Aliberti 27’ Martin III 37’, 49’ Janni 55’, 77’ Bachmann I 63’ | Marcatori |  |

| Arbitro: | Venegoni (Legnano) |

|            |           |  |
| Ferrero 4’ | Marcatori |  |

| Arbitro: | Cattaneo (Milano) |

|                 |           |             |
| Carlevarino 87’ | Marcatori | 80’ Ferrero |

| Arbitro: | Sanguineti (Genova) |

|                         |           |             |
| Ferrero 10’ Clerico 25’ | Marcatori | 88’ Gallino |

| Arbitro: | Gaudenzi (Milano) |

|                                                 |           |  |
| Sbrana 30’ (rig.) Guerrieri 48’ Corsetti II 55’ | Marcatori |  |

| Arbitro: | Canepa (Savona) |

|                                           |           |              |
| Clerico 23’, 68’ Ferrero 42’ Visconti 63’ | Marcatori | 87’ Reato II |

| Arbitro: | Dani (Genova) |

|                  |           |  |
| Cevenini III 31’ | Marcatori |  |

| Arbitro: | Trezzi (Milano) |

|             |           |                |
| Ferrero 59’ | Marcatori | 1’ Castiglioni |

| Arbitro: | Sanguineti (Genova) |

|                                      |           |  |
| Visconti 20’, 85’ Marazzina 40’, 60’ | Marcatori |  |

| Arbitro: | Panzeri (Milano) |

|                                           |           |  |
| Rampini II 20’, 72’, 88’ Zanello 52’, 57’ | Marcatori |  |

## Statistiche

### Statistiche di squadra
| Competizione    | Punti | In casa | In casa | In casa | In casa | In casa | In casa | In trasferta | In trasferta | In trasferta | In trasferta | In trasferta | In trasferta | Totale | Totale | Totale | Totale | Totale | Totale | DR  |
| Competizione    | Punti | G       | V       | N       | P       | Gf      | Gs      | G            | V            | N            | P            | Gf           | Gs           | G      | V      | N      | P      | Gf     | Gs     | DR  |
| --------------- | ----- | ------- | ------- | ------- | ------- | ------- | ------- | ------------ | ------------ | ------------ | ------------ | ------------ | ------------ | ------ | ------ | ------ | ------ | ------ | ------ | --- |
| Prima Divisione | 16    | 11      | 6       | 2       | 3       | 20      | 14      | 11           | 0            | 2            | 9            | 3            | 27           | 22     | 6      | 4      | 12     | 23     | 41     | -18 |

### Statistiche dei giocatori
| Giocatore          | Prima Divisione | Prima Divisione |
| Giocatore          | Presenze        | Reti            |
| ------------------ | --------------- | --------------- |
| A. Accatino        | 8               | 0               |
| Agradi (II)        | 11              | 0               |
| Allora             | 19              | 0               |
| F. Audisio         | 22              | 1               |
| Bertola            | 2               | 0               |
| E. Boglietti (I)   | 9               | 1               |
| R. Boglietti (II)  | 3               | 0               |
| O. Boglietti (III) | 8               | 3               |
| Cappello           | 1               | 0               |
| M. Clerico         | 12              | 3               |
| S. De Nicolai      | 4               | 0               |
| Ferrero            | 21              | 6               |
| E. Gabba           | 1               | 0               |
| Gallia             | 11              | 0               |
| G. Giacone         | 21              | -31             |
| E. Manfredi        | 1               | 0               |
| C. Marazzina       | 2               | 2               |
| Rocca              | 16              | 0               |
| R. Sartoris        | 2               | -8              |
| Tessitore          | 6               | 1               |
| F. Varalda         | 20              | 0               |
| G. Visconti        | 20              | 6               |
| N. Zucchetti       | 22              | 0               |